# (65694) Franzrosenzweig
(65694) Franzrosenzweig est un astéroïde de la ceinture principale.

## Description
(65694) Franzrosenzweig est un astéroïde de la ceinture principale. Il fut découvert le 10 septembre 1991 à Tautenburg par Freimut Börngen. Il présente une orbite caractérisée par un demi-grand axe de 2,31 UA, une excentricité de 0,18 et une inclinaison de 2,7° par rapport à l'écliptique.

## Compléments